# Окара Андрій Миколайович
Андрій Миколайович Окара (8 січня 1959, Подольськ, Московська область, РСФСР) — політичний філософ, політичний експерт, політтехнолог, політолог. TV-персона. Кандидат юридичних наук. Автор текстів різної спрямованості, у тому числі з соціальної філософії та геополітики.

## Біографія
За інформацією різних джерел має у своєму родоводі ірландське й українське коріння, а також донських козаків-старообрядців. 
Живе в Санкт-Петербурзі.
Закінчив юридичний факультет Саратовського університету.
По закінченні аспірантури Інституту держави і права Російської академії наук 1985 року захистив дисертацію з політико-правових ідей російського консерватизму XX століття.
Працював доцентом Президентської Академії в Москві.

## Наукові інтереси
Сферою своїх практичних та концептуально-теоретичних інтересів Андрій Окара вважає вирішення политичних та політтехнологічних задач, політичні науки, соціальну філософію, геополітику, а також теорію цивілізацій.
Сфера практичних інтересів охоплює політичні процеси в Росії і Україні, російсько-українсько-білоруські відносини, геополітику, стратегії «м'якої влади», стратегії державного розвитку, брендинг і позиціонування регіонів.
Царина наукових інтересів: політологія, політичні науки, соціальна філософія, філософія неоплатонізму, теорія цивілізацій, теорія майбутнього, історія літератур доби Бароко. 
Відомий як політтехнолог та політичний експерт. 

## Публікації
Автореферат дисертації
- Окара А. Н. Учение И. А. Ильина о праве и государстве :Автореф. дисс. на соискание учен. степени канд. юридич. наук. Специальность 12.00.01 - Теория права и государства ; История права и государства ; История политических и правовых учений; Российская Академия Наук. Институт государства и права.- М.,1986.- 23 с.-Библиогр. : с. 23.11.ссылок

Автор понад 100 публіцистичних статей в російській, білоруській, польській та українській пресі.
- Андрій Окара: Янукович FOREVER! Інформація про семінар «Засади об'єднання української опозиції»
- Андрей Николаевич ОКАРА. О субэтнической гордости великороссов

Публікації на сайті Политик-hall:
- «Куда уехал предвыборный цирк» (№ 27, март 2006)
- «З'їдять або затопчуть якщо Україна не перекинеться на вовка» (№ 26, март 2006)
- «Что Бог думает об Украине, или малиновое зарево нового Майдана» (№ 25, февраль 2006)
- «В поисках Обезьяньего Царя» (№ 25, февраль 2006)
- «„Максимальний“ Тарас Шевченко для „мінімальної“ України» (№ 31, октябрь 2006)
- «Игры с Хаосом: Динамическая неустойчивость как основная матрица украинской политической культуры» (№ 31, октябрь 2006)
- «„Валентина I“ как технология спасения „коллективного Путина“» (№ 33, февраль 2007)
- «Святослав Вакарчук. Пророк з холодильника» (№ 36, июнь 2007)
- «Реприватизация будущего» (№ 37, июль—август 2007)
- «Власть как песок в руках» (№ 38, сентябрь 2007)

Публікації на сайті Русский архипелаг (https://web.archive.org/web/20120707085556/http://www.archipelag.ru/authors/okara/):Статті:
- - Поминки по Майдану [2005]
  - Иракский гамбит [2003]
  - «Удерживающая» миссия [2002]
  - Северные варяги для Украины [2002]
  - «Тутэйшыя» [2001]
  - Какая Европа нужна России? [2001]
  - В поисках имперской перспективы [2001]
  - Ориентация — Крым. «Столица» СНГ должна поменять место своего пребывания [2000]

- Рецензії:
  - «Россия-Евразия» или «Остров Россия»? Отечественная политгеография в поисках «подлинной России» [2000]
  - Блуждающие звезды национализма [2000]
  - Остров амазонок [2000]
  - Социалистический декаданс [1999]